# Victorien Sardou
Pour les articles homonymes, voir Sardou.

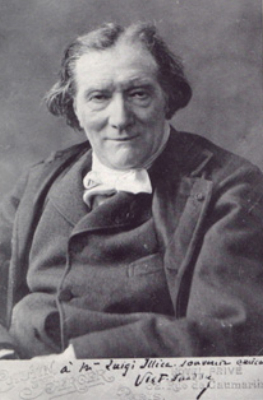
Victorien Sardou.

Victorien Sardou, né le 5 septembre 1831 à Paris et mort le 8 novembre 1908 à Paris 17e, est un auteur dramatique français, connu également pour ses eaux-fortes médiumniques.

## Biographie
Né au 16 rue Beautreillis à Paris, Victorien Léandre Sardou est issu d'une famille provençale qui possède une oliveraie au Cannet, près de Cannes. Lors d'un hiver particulièrement rigoureux, le gel tue tous les oliviers et ruine la famille. Le père de Victorien, Antoine Léandre Sardou, s'installe à Paris, où il est successivement comptable, professeur de comptabilité, directeur d'école et précepteur, tout en publiant des manuels de grammaire, des dictionnaires et des traités sur divers sujets.
Comme il gagne très insuffisamment sa vie, Victorien doit se débrouiller seul et est contraint, par manque d'argent, d'interrompre les études de médecine qu'il avait entreprises. Il survit en enseignant le français à des élèves étrangers, en donnant des leçons de latin, d'histoire et de mathématiques et en écrivant des articles pour des encyclopédies populaires. Dans le même temps, il s'efforce de percer dans les lettres. Ses premiers essais sont soutenus par Madame de Bawr, qui avait eu quelque crédit sous la Restauration. Il s'efforce d'attirer l'attention de Rachel en lui soumettant un drame, La Reine Ulfra, basé sur une ancienne chronique suédoise.
Ses débuts sont particulièrement difficiles. Sa pièce La Taverne des étudiants est représentée à l'Odéon le 1er avril 1854, mais reçoit un accueil orageux, car la rumeur avait couru que l'auteur avait été engagé par le gouvernement pour provoquer les étudiants. La pièce est retirée après cinq représentations.
Un autre drame, Bernard Palissy, est accepté à l'Odéon, mais un changement de direction annule l'engagement. Une pièce à sujet canadien, Fleur de Liane, faillit être jouée à l'Ambigu, mais la mort du directeur de ce théâtre fait échouer le projet. Le Bossu, écrit pour Charles Albert Fechter, ne plaît pas à l'acteur et, lorsque la pièce finit par être représentée avec succès, c'est, par suite d'une erreur, sous le nom de quelqu'un d'autre. Paris à l'envers, soumise à Adolphe Lemoine dit Montigny, directeur du Gymnase, est rejetée par celui-ci, sur le conseil d'Eugène Scribe, lequel trouve révoltante la scène d'amour qui devait devenir célèbre dans Nos Intimes.

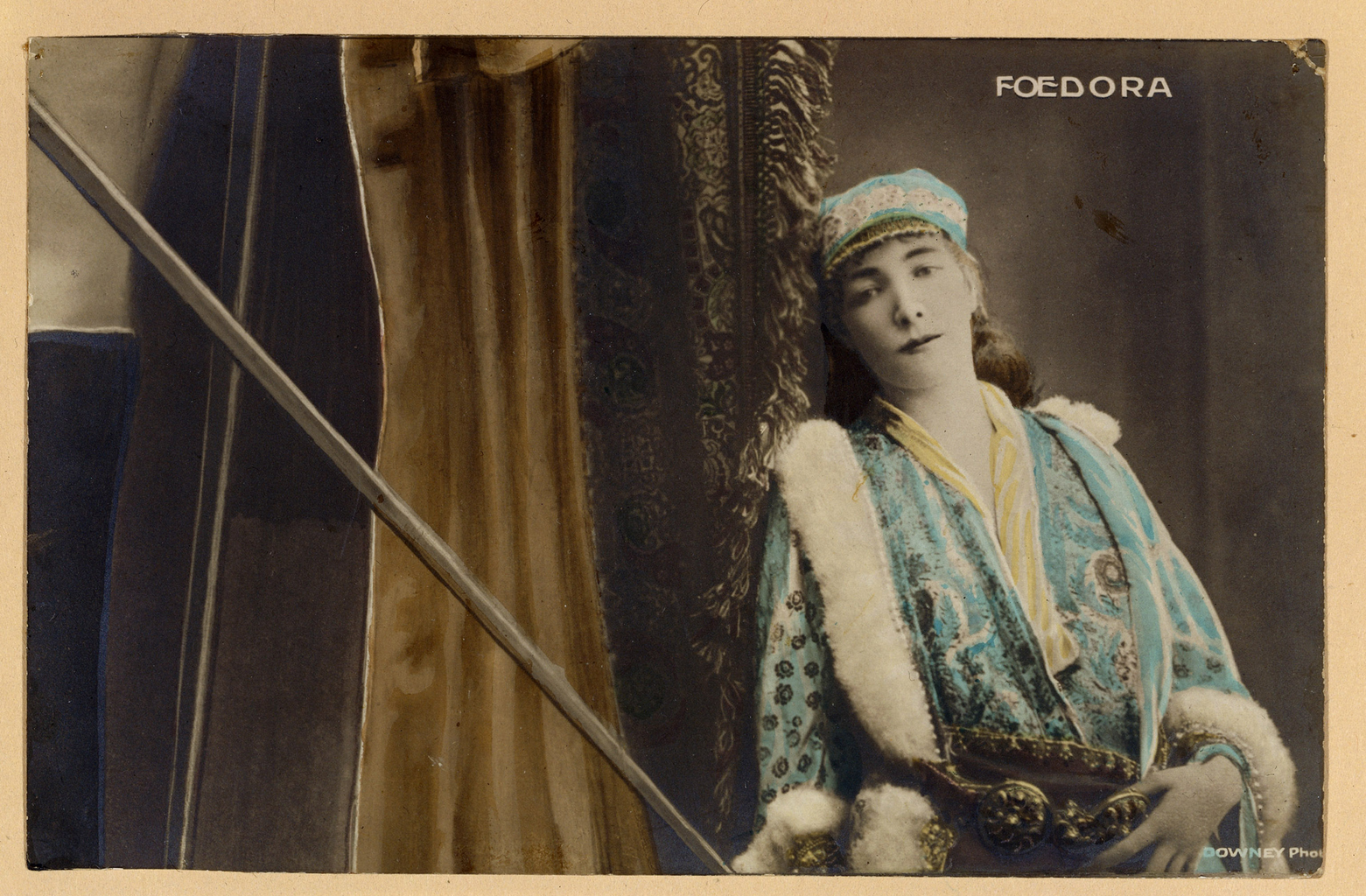
Sarah Bernhardt dans Fédora.

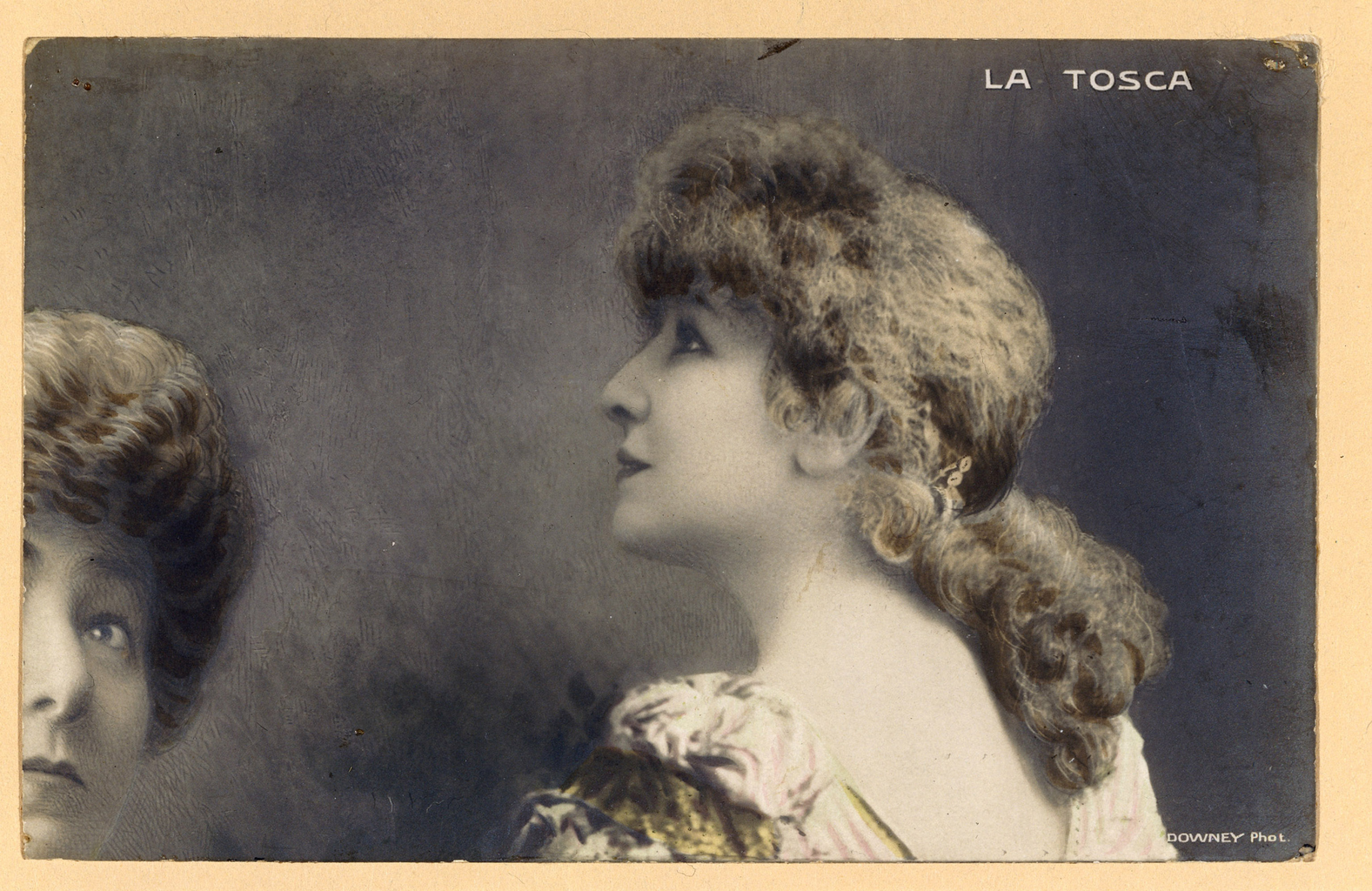
Sarah Bernhardt dans La Tosca.

Sardou se trouve plongé dans la plus noire misère, et ses malheurs culminent avec une attaque de fièvre typhoïde qui manque de l'emporter. Il est malade dans son galetas, entouré de ses manuscrits rejetés, lorsqu'une voisine lui porte secours. Elle s'appelle Mlle de Brécourt et a des relations dans le monde du théâtre, notamment l’actrice Virginie Déjazet, dont elle est une intime. Quand il est rétabli, elle le présente à son amie, qui s'entiche du jeune auteur. La comédienne, déjà âgée, lui achète en 1859 un théâtre, « Les Folies Déjazet », 41 boulevard du Temple, bientôt rebaptisé « Théâtre Déjazet ». Pour en soutenir les frais d'exploitation, elle va jusqu'à reprendre ses tournées à travers l'Europe. Candide, la première pièce écrite pour Virginie Déjazet, est interdite par la censure, mais les trois pièces suivantes, écrites quasiment coup sur coup – Les Premières Armes de Figaro (en collaboration avec le prolifique Louis-Émile Vanderburch arrivant en fin de carrière), Monsieur Garat, Les Prés Saint-Gervais – ont un grand succès. Il en va de même avec Les Pattes de mouche (1860), qui sont données au Gymnase.
Victorien Sardou fait rapidement jeu égal avec les deux maîtres du théâtre d'alors, Émile Augier et Alexandre Dumas fils. S'il n'a pas le sens du comique, l'éloquence et la force morale du premier, la conviction passionnée et l'esprit piquant du second, il est un maître du dialogue, et ses répliques s'enchaînent avec esprit. Il applique les principes constructifs de Scribe, combinant les trois genres classiques – comédie de caractère, de mœurs ou d'intrigue – avec le drame bourgeois. Il montre autant d'habileté que son maître pour assembler ces éléments en des pièces solides et bien faites, tout en les tournant plus largement vers la satire sociale.
Il moque la bourgeoisie égoïste et vulgaire dans Nos intimes ! (1861), les vieux célibataires dans Les Vieux Garçons (1865), les Tartuffes modernes dans Séraphine (1868), les paysans dans Nos Bons Villageois (1866), les vieilles coutumes et les principes politiques démodés dans Les Ganaches (1862), l'esprit révolutionnaire et ceux qui en vivent dans Rabagas (1872) et Le Roi Carotte (1872, opéra-bouffe-féerie sur une musique d'Offenbach), le divorce dans Divorçons ! (1880) et Daniel Rochat (1884).
Fédora (1882) est écrite spécialement pour Sarah Bernhardt, à l'instar de nombre de ses pièces ultérieures. Il se renouvelle en introduisant dans ses pièces un élément historique, généralement superficiel : il emprunte Théodora (1884) aux chroniques byzantines et La Haine (1874) aux chroniques italiennes, tandis qu'il situe La Duchesse d'Athènes dans la Grèce médiévale. Patrie (1869) évoque le soulèvement des paysans hollandais à la fin du XVIe siècle tandis que La Sorcière (1904) se déroule en Espagne au XVIe siècle. La Révolution française, la Terreur et le Directoire servent de cadre à plusieurs pièces : Les Merveilleuses (1873), Paméla, marchande de frivolités (1898), Thermidor (1891), et Robespierre (1899) écrite spécialement pour Sir Henry Irving. Thermidor déclencha la polémique à la Comédie-Française au point d'être interdite par le préfet de police, l'affaire est portée jusque dans la chambre des députés. L'épopée impériale revit dans La Tosca (1887) et  Madame Sans-Gêne (1893). Il donne également Dante (1903), le vaudeville La Piste (1905) et L'Affaire des poisons (1907).

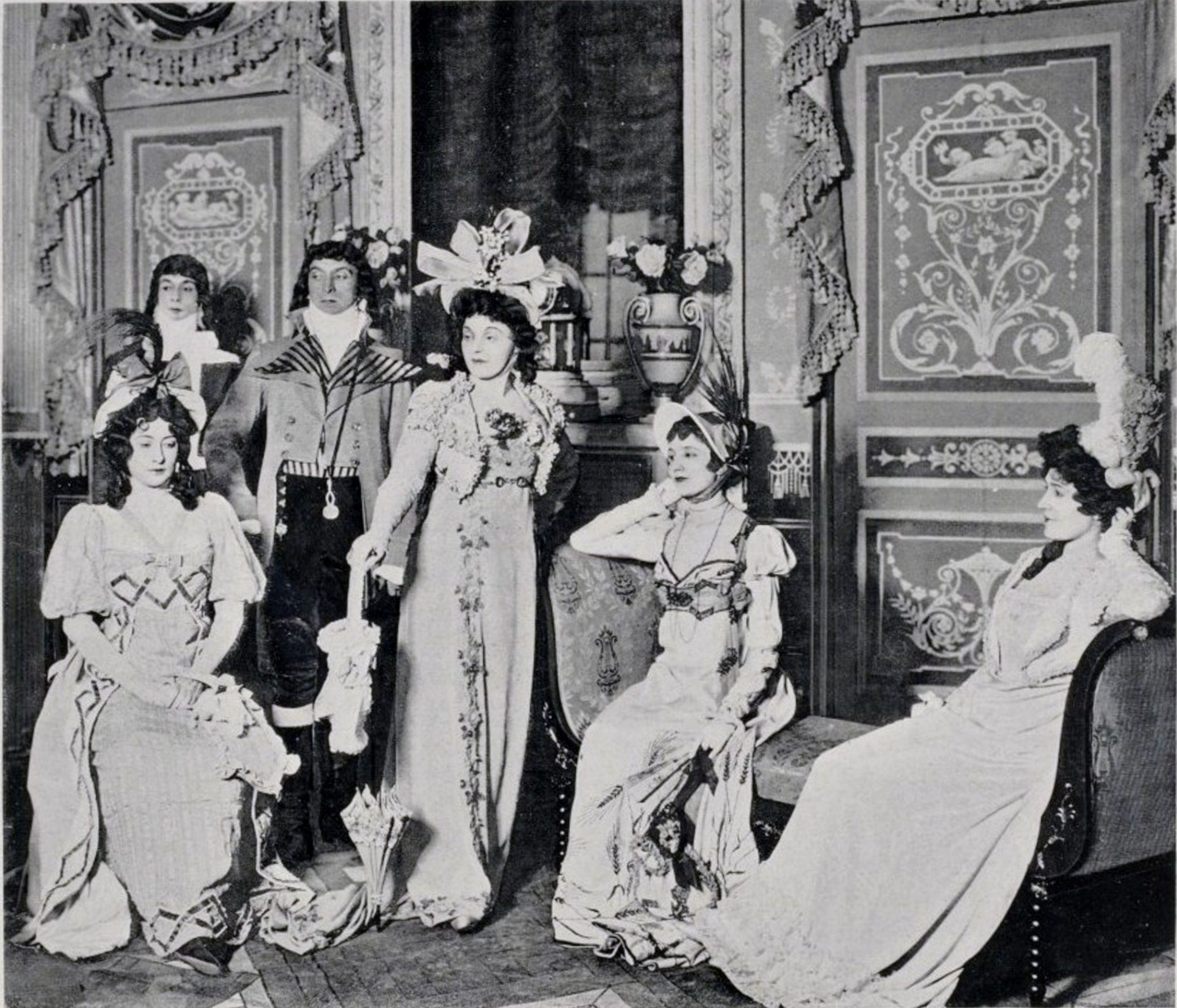
Pamela, marchande de frivolités en 1898 au Théâtre du Vaudeville. De gauche à droite : Suzanne Avril (Madame Atkins), Pierre Magnier (Bergerin), Réjane (Pamela), Camille-Gabrielle Drunzer (Joséphine) et Aimée Martial (Madame Tallien).

En 1870-1871, il est brièvement maire de Marly-le-Roi, où il habite le château du Verduron. En 1877, il est élu membre de l'Académie française, où il côtoie entre autres le duc d'Aumale et Albert Sorel : « (...) auprès de lui, que pesait le clinquant de Sardou, papillonnant dans le bric-à brac du décor historique ? Cet habile fureteur faisait figure de grand homme de théâtre, de grand écrivain, comme Detaille de grand peintre, Claretie de grand chroniqueur. » Il raconte, dans un article, comment il a participé à la destitution de l'armée aux Tuileries le 4 septembre 1870 avec Armand Gouzien.
Il est élevé à la dignité de grand-croix de la Légion d'honneur par un décret du 13 janvier 1907.

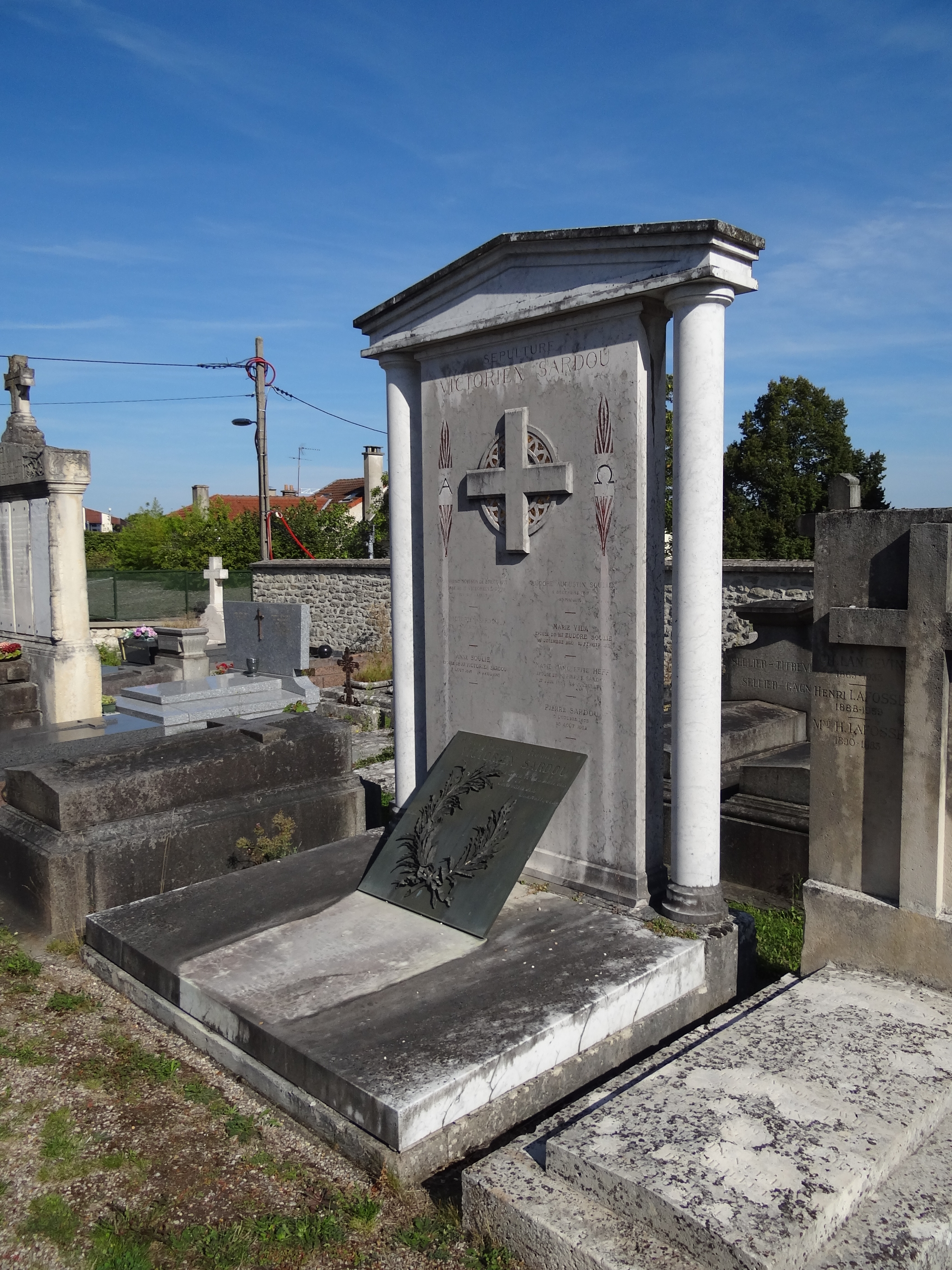
Sépulture de Victorien Sardou au cimetière de Marly-le-Roi.

Il meurt le 8 novembre 1908 à son domicile du 64 boulevard de Courcelles à Paris 17e.
En 1932, 24 ans après sa mort, est publié le roman Carlin, resté pendant 75 ans à l'état de manuscrit.

## Vie privée
Le 23 octobre 1858, Victorien Sardou épouse Laurentine Éléonore Désirée de Moisson de Brécourt, née à Lyon en 1822. Elle meurt en 1867. Il se remarie en 1872 avec Marie Anne Corneille Soulié (1845-1923), fille de l'érudit Eudore Augustin Soulié et de Marie Catherine Joséphine Vila.
Son fils aîné, Pierre Sardou, né en 1873, devient architecte en chef des monuments historiques. Ses deux autres fils sont Jean et André. Sa fille Geneviève épouse l'auteur dramatique Robert de Flers.
La dramaturge Fred de Gresac a confié à la presse américaine qu'il était son parrain.
Il est un grand ami du peintre Alfred Mouillard (1831-1907) qui fait de lui un portrait en 1854.

## Portraits

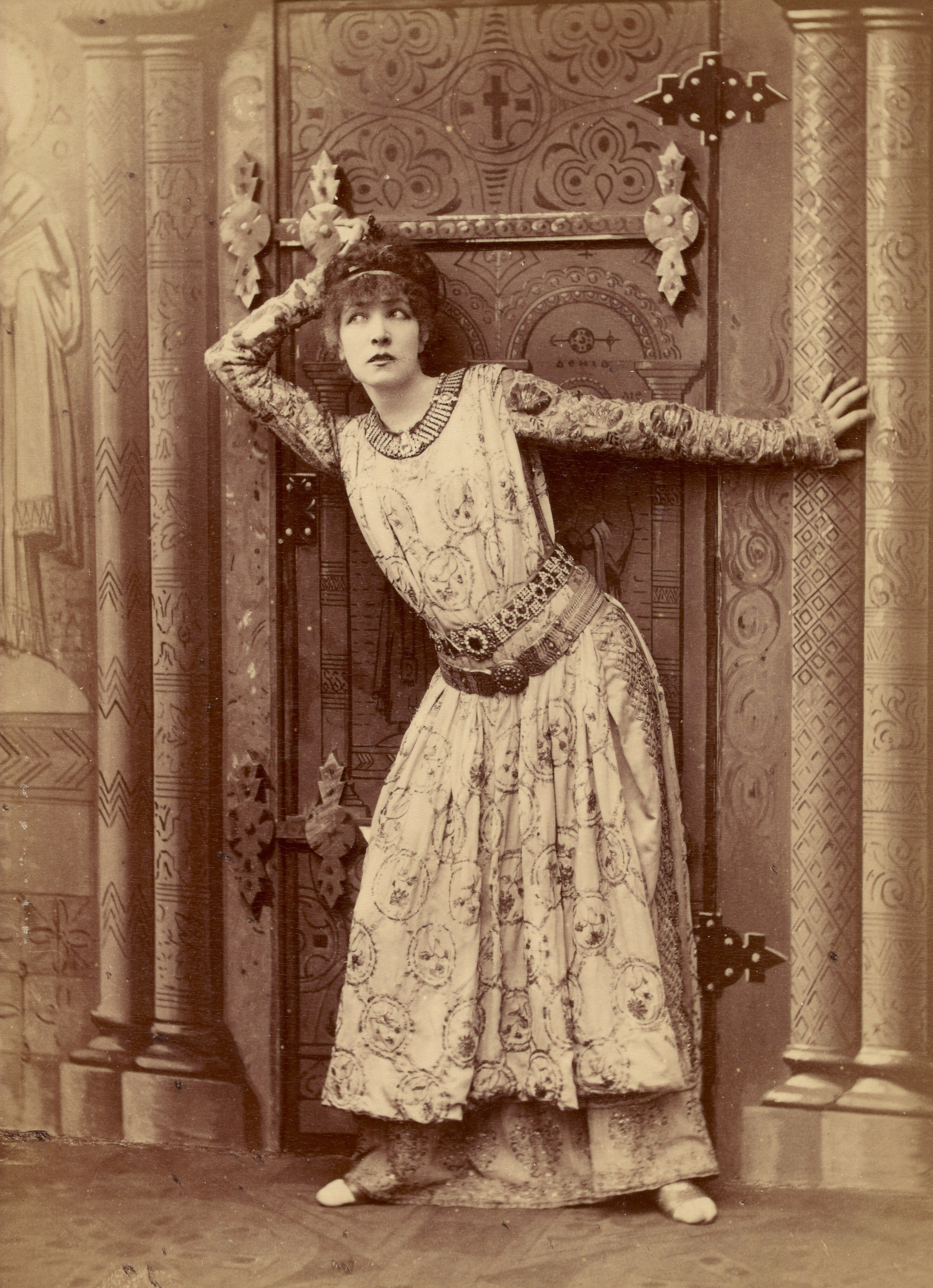
Sarah Bernhardt dans Théodora, photographiée par Nadar.

G. Lenotre évoque ainsi sa première rencontre avec celui qui fut « l'idole de toute sa jeunesse » :

« [...] assis à sa table dans un vaste cabinet de travail assez sombre terminé par une véranda en rotonde dans un rez-de-chaussée de la rue du général Foy [...] coiffé du légendaire béret de velours, un foulard blanc autour du cou, le corps serré dans un veston d'épaisse bure [...] s'avança avec cette affabilité pleine de bonté qu'il témoignait toujours aux journalistes et aux débutants. »

Le 5 juillet 1882, Ludovic Halévy se trouve dans la bibliothèque du dramaturge :

« Hier, passé l'après-midi chez Sardou. [...] Il m'a promené dans son grenier de dix-huit mille volumes. Il a des merveilles. Il a acheté des livres illustrés du XVIIIe siècle, il y a vingt ans on payait alors cinquante francs ce qui en vaut mille aujourd'hui. »

## Victorien Sardou et le spiritisme
À la fin des années 1850, Victorien Sardou se passionne pour le phénomène des tables tournantes, lancé aux États-Unis par les sœurs Fox. Il fait participer l'impératrice Eugénie à des expériences de manifestation d'esprits et, avant qu'Allan Kardec ne définisse le spiritisme, il popularise l'idée d'échanges avec l'au-delà.
Dans les années 1860, il grave quelques eaux-fortes médiumniques d'un style relevant de l'art brut. D'après Sardou, ces œuvres, pour lesquelles il dit être guidé par Mozart ou Bernard Palissy, seraient des représentations de leurs demeures célestes, qu'il situe sur Jupiter, dans la ville imaginaire de Julnius.
En 1900, il préside le congrès spirite annuel.

## Œuvres

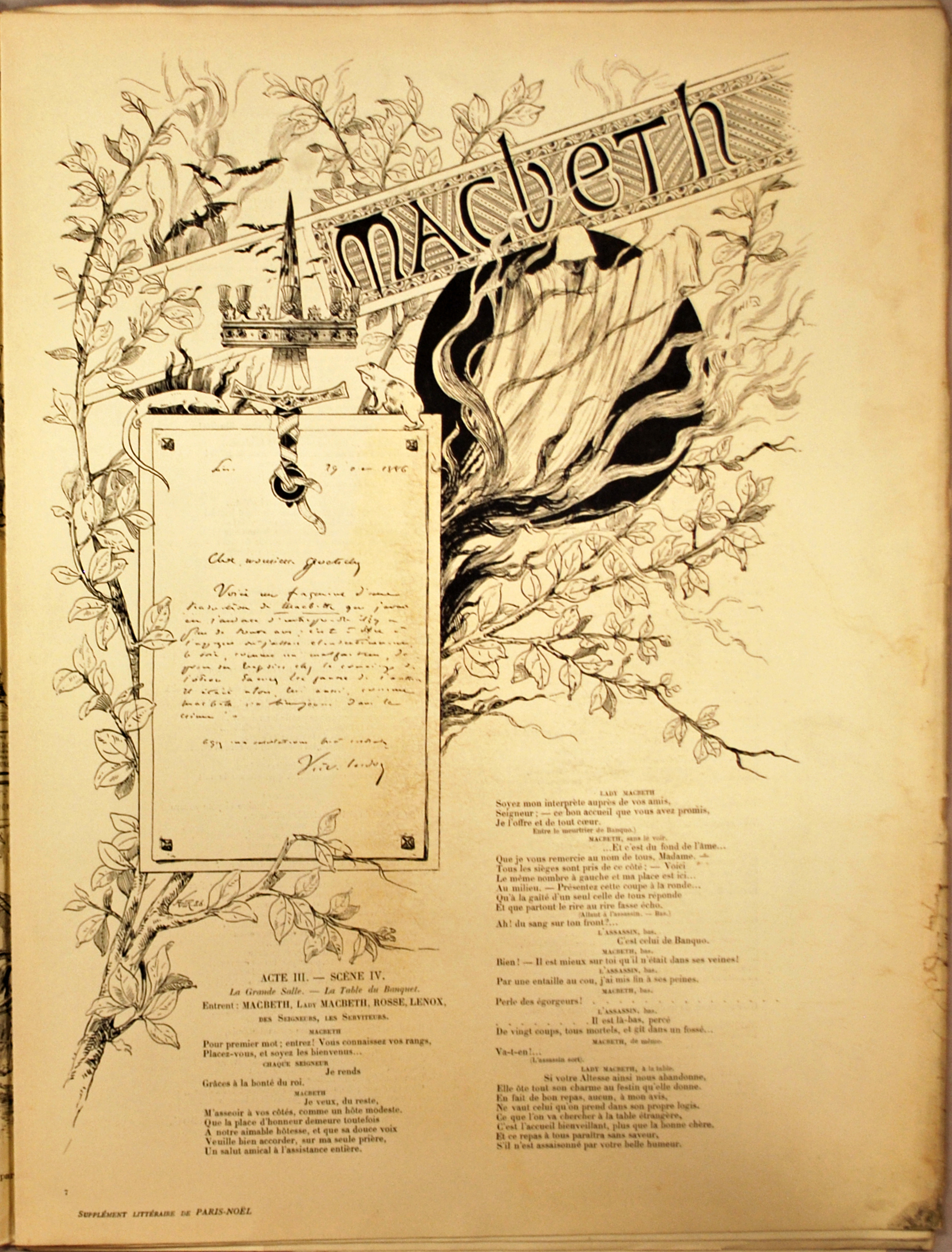
Traduction de Lady Macbeth, Paris-Noël 1886.

### Théâtre
- 1854 : La Taverne des étudiants, comédie en trois actes, en vers
- 1859 : Les Gens nerveux, comédie en trois actes, en prose
- 1859 : Les Premières armes de Figaro, pièce en trois actes, mêlée de chant, en collaboration avec Louis-Émile Vanderburch
- 1860 : Les Pattes de mouche, comédie en trois actes, théâtre du Gymnase, 15 mai
- 1860 : Candide
- 1861 : Nos intimes !, comédie en quatre actes, en prose
- 1861 : L'Écureuil, comédie en un acte, en prose
- 1861 : Les Prés Saint-Gervais, comédie en deux actes, en prose
- 1861 : Les Femmes fortes, comédie en trois actes, en prose
- 1861 : L'Homme aux pigeons, vaudeville en un acte, avec Jules Pélissié, théâtre des Variétés, 12 mai
- Monsieur Garat, comédie en deux actes, en prose, 1862
- Les Ganaches, comédie en quatre actes, en prose, 1862
- La Papillonne, comédie en trois actes, en prose, 1862
- La Perle noire, comédie en trois actes, en prose, 1862
- Les Diables noirs, drame en quatre actes, en prose, 1863
- Le Dégel, comédie en trois actes, en prose, 1864
- Don Quichotte, comédie en trois actes et huit tableaux, en prose, 1864
- Les Pommes du voisin, comédie en trois actes, en prose, 1864
- Les Vieux Garçons, comédie en cinq actes, en prose, 1865
- La Famille Benoiton, comédie en cinq actes, en prose, 1865
- Nos bons villageois, comédie en cinq actes, en prose, 1866
- Maison neuve, comédie en cinq actes, en prose, 1867
- Séraphine, comédie en cinq actes, 1868
- Patrie !, drame en cinq actes, 1869
- Fernande, pièce en quatre actes, 1870
- Rabagas, comédie en cinq actes, 1871
- Les Merveilleuses, 1873
- Andréa, comédie en quatre actes, six tableaux, 1873
- L'Oncle Sam, comédie, 1873
- La Haine, drame en cinq actes, 1874
- Le Magot, 1874
- Ferréol, drame, 1875
- Dora, drame, 1877. Repris en 1906 sous le titre L'Espionne
- Les Bourgeois de Pont-Arcy, comédie, 1878
- Daniel Rochat, 1880
- Divorçons ! (en collaboration avec Émile de Najac), comédie en trois actes, 1880
- Odette, comédie, 1881
- Fédora, drame, 1882
- Théodora, drame, 1884
- Georgette, 1885
- 1887 : La Tosca, drame en 5 actes et 6 tableaux, avec Louis Le Bourg, théâtre de la Porte-Saint-Martin, novembre (Le Bourg publie en accompagnement le texte Comment on monte un drame : La Tosca chez E. Monnier, 16 p.)
- 1889 : Marquise, comédie
- 1889 : Belle-maman, comédie
- Cléopâtre, drame en cinq actes, en collaboration avec Émile Moreau, 1889
- Thermidor, drame en quatre actes, 1891
- Madame Sans-Gêne, comédie en trois actes, en collaboration avec Émile Moreau, 1892
- Les Américaines à l'étranger, comédie, 1892
- Gismonda, drame, 1894
- La Maison de Robespierre, 1895
- Marcelle, comédie,1896
- Spiritisme, 1897
- Paméla, marchande de frivolités, comédie, 1898
- Robespierre, 1899
- La Sorcière, drame, 1903
- Dante, drame en cinq actes, 1905
- La Piste, 1906
- L'Affaire des poisons, drame historique, 1907
- Madame Tallien, pièce en 5 actes (commencée avant sa mort en collaboration avec Émile Moreau qui finira d'écrire la pièce[18])

Théâtre complet, chez Albin Michel
- T. I, 1934 (La Tosca - L'Affaires des poisons - Fédora)
- T. II, 1934 (Patrie ! - L'Espionne - Théodora)
- T. III, 1934 (La Haine - Rabagas - Gismonda)
- T. IV, 1935 (Madame Sans-Gêne - Cléopâtre - Dante)
- T. V, 1935 (La sorcière - Marquise - Daniel Rochat)
- T. VI, 1935 (Thermidor - Odette - Robespierre)
- T. VII, 1936 (Paméla, marchande de frivolités - Spiritisme - La Piste - L'Oncle Sam)
- T. VIII, 1936 (Séraphine - Fernande - Marcelle)
- T. IX, 1938 (Nos bons villageois - Maison neuve - Georgette)
- T. X, 1947 (Le Crocodile - Les vieux garçons - Les Bourgeois de Pont-Arcy)
- T. XI, 1950 (Divorçons ! - Belle-Maman - Les gens nerveux - Les premières armes de Figaro - Les pommes du voisin)
- T. XII, 1951 (La famille Benoiton - Ferréol - Les Diables noirs)
- T. XIII, 1955 (La Papillonne - La Perle noire - Les prés Saint-Gervais - Monsieur Garat - Les Ganaches)
- T. XIV, 1959 (Nos intimes - Les femmes fortes - La taverne - Piccolino - Les pattes de mouche)
- T. XV, 1961 (Andréa - Don Quichotte - Le dégel - Les Merveilleuses)

Drames et Pièces historiques, Classiques Garnier, 2017
- Tome I - Patrie !, La Haine
- Tome II - Fédora, La Tosca, Spiritisme
- Tome III - Thermidor, Robespierre
- Tome IV - Les Merveilleuses, Madame Sans-Gêne, Paméla, marchande de frivolités
- Tome V - Théodora, Cléopâtre, Gismonda
- Tome VI - Dante, La Sorcière, L'Affaire des poisons

### Opéras
- Bataille d'amour (en collaboration avec Karl Daclin), opéra-comique en trois actes, 1863
- Le Roi Carotte, opéra-bouffe-féerie en quatre actes, sur une musique d'Offenbach, 1872
- Piccolino, opéra-comique en trois actes, sur une musique d'Ernest Guiraud, 1876
- Le Capitaine Henriot, opéra-comique en trois actes, 1877
- Le Crocodile, opéra, sur une musique de Jules Massenet, 1886
- La Femme de Tabarin, opéra, 1901

### Romans et essais
- La Perle noire - Les trois ciseaux - Le rosier de Schubert, Paris, Michel Lévy frères, éditeurs, romans,1874. La Perle noire a également paru en feuilleton dans La Science illustrée, du 6 août au 22 octobre 1892[20]
- Mes plagiats, 1877

## Adaptations

### À l'opéra
- Tosca (d'après La Tosca), opéra en trois actes de Giacomo Puccini créé en 1900.
- Fedora (d'après Fedora), opéra en trois actes composé par Umberto Giordano en 1898.
- La Sorcière (d'après La Sorcière), opéra en quatre actes de Camille Erlanger, créé en 1912.

### Au cinéma
- 1900 : Madame Sans-Gêne, court métrage réalisé par Clément Maurice [21].
- 1909 : Madame Sans-Gêne (da) réalisé par Viggo Larsen [22].
- 1911 : Madame Sans-Gêne, film français réalisé par André Calmettes [23].
- 1916 : The Chalice of Sorrow (d'après La Tosca), film américain réalisé par Rex Ingram [24].
- 1916 : Madame Tallien, film italien réalisé par Enrico Guazzoni et Mario Caserini d'après la pièce éponyme Madame Tallien[18].
- 1920 : Napoléon et la petite blanchisseuse (de) réalisé par Adolf Gärtner (de) [25].
- 1925 : Madame Sans-Gêne réalisé par Léonce Perret [26].
- 1928 : A Night of Mystery (d'après Ferréol), film américain réalisé par Lothar Mendes [27].
- 1928 : Odette, film germano-italien de Luitz-Morat [28].
- 1941 : Madame Sans-Gêne, film français réalisé par Roger Richebé [29].
- 1943 : Dora, la espía, d'après la pièce Dora, film italo-espagnol réalisé par Raffaello Matarazzo [30].
- 1945 : Madame Sans-Gêne film argentin réalisé par Luis César Amadori [31].
- 1945 : Paméla, film français réalisé par Pierre de Hérain [32].
- 1946 : Patrie, film français réalisé par Louis Daquin [33].
- 1961 : Madame Sans-Gêne, film franco-italien réalisé par Christian-Jaque avec Sophia Loren, Robert Hossein et Julien Bertheau [34].
- 1963 : Madame Sans-Gêne, téléfilm réalisé par Claude Barma [35].
- 2002 : Madame Sans-Gêne est un téléfilm réalisé par Philippe de Broca [36]

### Iconographie
- Dornac, Portrait de Victorien Sardou (1831-1908), entre 1885 et 1895, photographie, Paris, musée Carnavalet (notice en ligne).

#### Bases de données et dictionnaires
- Ressources relatives aux beaux-arts :   - AGORHA
  - Bénézit
  - British Museum
  - Musée d'Orsay
  - National Portrait Gallery
  - RKDartists
  - Union List of Artist Names
- Ressources relatives à la musique :   - International Music Score Library Project
  - Carnegie Hall
  - Discogs
  - Grove Music Online
  - MusicBrainz
  - Répertoire international des sources musicales
- Ressources relatives au spectacle :   - Archives suisses des arts de la scène
  - Les Archives du spectacle
  - Internet Broadway Database
  - Kunstenpunt
  - Playbill
- Ressources relatives à l'audiovisuel :   - AllMovie
  - Allociné
  - Filmportal
  - IMDb
- Ressources relatives à la littérature :   - Académie française (membres)
  - Internet Speculative Fiction Database
- Ressource relative à la recherche :   - La France savante
- Ressource relative à plusieurs domaines :   - Radio France
- Ressource relative à la vie publique :   - base Léonore
- Notices dans des dictionnaires ou encyclopédies généralistes :   - Britannica
  - Brockhaus
  - Den Store Danske Encyklopædi
  - Deutsche Biographie
  - Enciclopedia De Agostini
  - Gran Enciclopèdia Catalana
  - Hrvatska Enciklopedija
  - Internetowa encyklopedia PWN
  - Nationalencyklopedin
  - Store norske leksikon
  - Treccani
  - Universalis
- Notices d'autorité :   - VIAF
  - ISNI
  - BnF (données)
  - IdRef
  - LCCN
  - GND
  - Italie
  - Japon
  - CiNii
  - Espagne
  - Belgique
  - Pays-Bas
  - Pologne
  - Israël
  - NUKAT
  - Catalogne
  - Suède
  - Vatican